# Каанапалі (Гаваї)
Каанапалі (англ. Kaanapali) — переписна місцевість (CDP) в США, в окрузі Мауї штату Гаваї. Населення — 1161 особа (2020).

## Географія
Каанапалі розташоване за координатами 20°55′52″ пн. ш. 156°41′10″ зх. д. / 20.93111° пн. ш. 156.68611° зх. д. (20.931146, -156.686036).  За даними Бюро перепису населення США в 2010 році переписна місцевість мала площу 16,28 км², з яких 12,83 км² — суходіл та 3,45 км² — водойми.

### Клімат
| Клімат : Каанапалі                         | Клімат : Каанапалі | Клімат : Каанапалі | Клімат : Каанапалі | Клімат : Каанапалі | Клімат : Каанапалі | Клімат : Каанапалі | Клімат : Каанапалі | Клімат : Каанапалі | Клімат : Каанапалі | Клімат : Каанапалі | Клімат : Каанапалі | Клімат : Каанапалі | Клімат : Каанапалі |
| Показник                                   | Січ.               | Лют.               | Бер.               | Квіт.              | Трав.              | Черв.              | Лип.               | Серп.              | Вер.               | Жовт.              | Лист.              | Груд.              | Рік                |
| Середній максимум, °C                      | 25,0               | 25,0               | 25,0               | 26,1               | 27,2               | 27,2               | 27,8               | 27,8               | 27,8               | 27,8               | 27,2               | 26,1               | 26,7               |
| Середній мінімум, °C                       | 16,1               | 16,1               | 16,1               | 17,2               | 17,8               | 18,9               | 18,9               | 20,0               | 18,9               | 18,9               | 17,8               | 17,2               | 17,8               |
| Середня кількість сонячних годин на місяць | 217                | 198                | 248                | 240                | 279                | 270                | 279                | 279                | 270                | 248                | 210                | 217                | 2955               |
| Днів з дощем                               | 11,0               | 10,0               | 12,0               | 11,0               | 8,0                | 7,0                | 8,0                | 7,0                | 7,0                | 9,0                | 11,0               | 12,0               | 113,0              |
| ------------------------------------------ | ------------------ | ------------------ | ------------------ | ------------------ | ------------------ | ------------------ | ------------------ | ------------------ | ------------------ | ------------------ | ------------------ | ------------------ | ------------------ |
| Джерело: Weather Atlas                     |                    |                    |                    |                    |                    |                    |                    |                    |                    |                    |                    |                    |                    |

## Демографія
Згідно з переписом 2010 року, у переписній місцевості мешкало 1045 осіб у 465 домогосподарствах у складі 311 родини. Густота населення становила 64 особи/км².  Було 1806 помешкань (111/км²).
Расовий склад населення:
| - 85,1 % — білих - 6,4 % — азіатів - 2,7 % — вихідців з тихоокеанських островів - 0,1 % — корінних американців |

До двох чи більше рас належало 5,3 %. Частка іспаномовних становила 5,4 % від усіх жителів.
За віковим діапазоном населення розподілялося таким чином: 15,4 % — особи молодші 18 років, 60,1 % — особи у віці 18—64 років, 24,5 % — особи у віці 65 років та старші. Медіана віку мешканця становила 54,3 року. На 100 осіб жіночої статі у переписній місцевості припадало 100,6 чоловіків;  на 100 жінок у віці від 18 років та старших — 101,4 чоловіків також старших 18 років.
Середній дохід на одне домашнє господарство  становив 129 454 долари США (медіана — 88 438), а середній дохід на одну сім'ю — 151 938 доларів (медіана — 99 766). Медіана доходів становила 77 083 долари для чоловіків та 54 063 долари для жінок. За межею бідності перебувало 6,7 % осіб, у тому числі 11,0 % дітей у віці до 18 років та 1,9 % осіб у віці 65 років та старших.
Цивільне працевлаштоване населення становило 462 особи. Основні галузі зайнятості: мистецтво, розваги та відпочинок — 28,6 %, фінанси, страхування та нерухомість — 17,3 %, науковці, спеціалісти, менеджери — 16,0 %.